# Roberto Regazzi

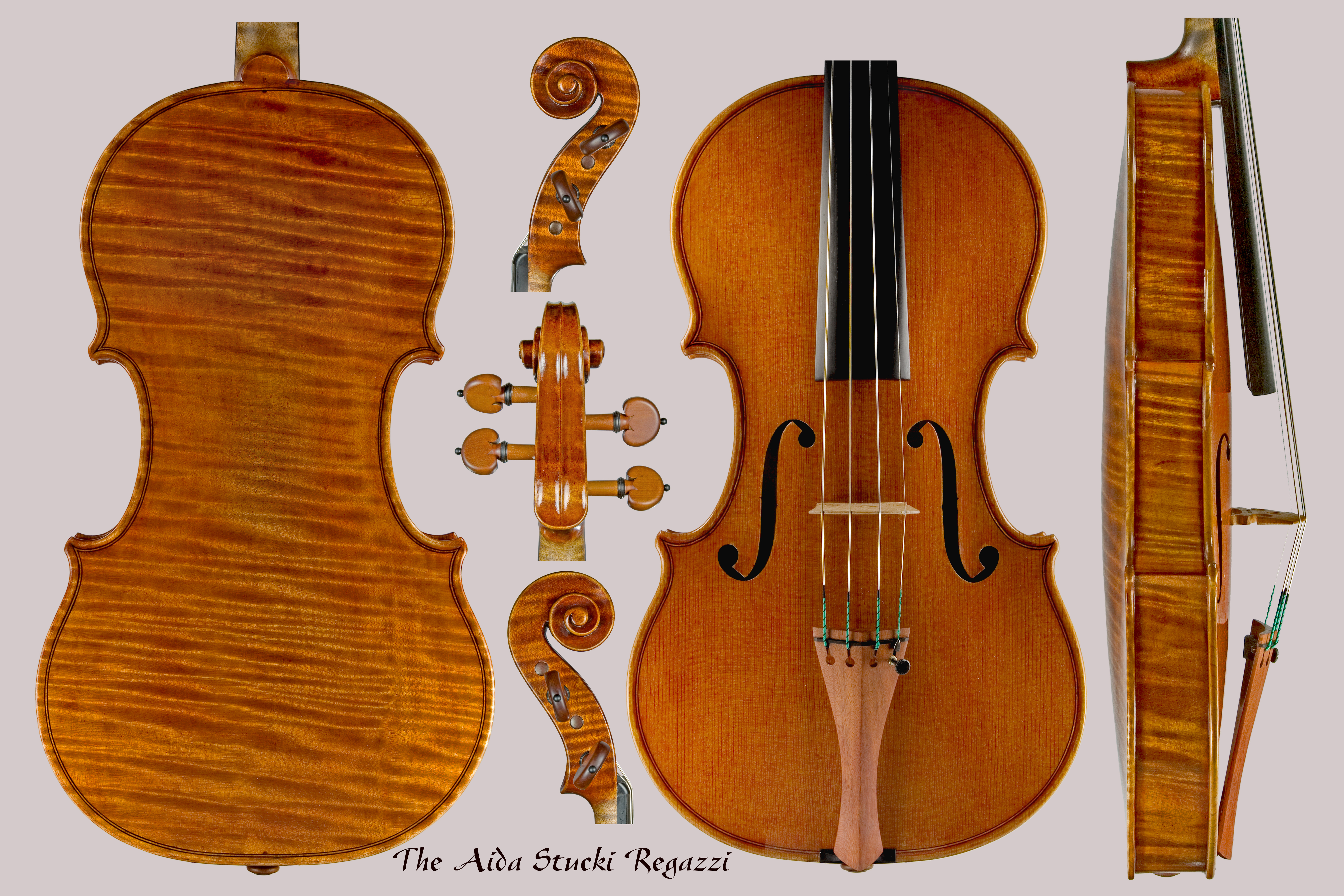
Eine Geige von Roberto Regazzi

Roberto Regazzi (* 20. August 1956 in Bologna) ist ein italienischer Geigenbauer. Er führt die Tradition der bologneser Geigenbauer fort.

## Leben
Roberto Regazzi begann bereits im Alter von 14 Jahren mit Leidenschaft Musikinstrumente zu bauen. Mitte der 1970er Jahre konzentrierte er sich, unter der Leitung von Alan Wilcox und Renato Scrollavezza, überwiegend auf den Bau klassischer Gitarren. Bis zum Ende der 1980er Jahre entstanden durch seine Hand viele klassische Konzertgitarren. Darunter einige Meisterstücke aus Palisanderholz.
Als sich die Möglichkeit ergab, als Privatschüler von Otello Bignami unterrichtet zu werden, beendete er sein Physikstudium an der Universität von Bologna, um sich ganz seiner Ausbildung zum Geigenbauer zu widmen. Noch während seiner Lehrzeit gründete er 1979 sein Unternehmen.
Heute hat er sich als Geigenbauer von Rang und Namen etabliert und wurde einige Male zum Präsidenten zahlreicher Organisationen und Verbände gewählt, darunter der Europäische Verband der Geigenbauer und Bogenmacher.
Er ist weltweit bekannt für die Qualität seiner Instrumente, welche ein hervorragendes Beispiel für den wahren italienischen Klang sind. 
Seine Arbeit ist von Ansaldo Poggi, Otello Bignami und Augusto Pollastri – der Bologneser Schule – geprägt. Inspiriert von Guarneri del Gesù, begann er seine Produktion kurz vor der Jahrtausendwende, mit der Verwirklichung eines reichen, vollen Klang und Charme.
Im Jahr 2006, verlieh die Handelskammer Bologna Roberto Regazzi eine besondere Ehrenauszeichnung für das Prestige, das er seiner Geburtsstadt durch seine langjährige und erfolgreiche Tätigkeit brachte.
Berühmte Künstler und Musiker haben eines seiner Instrumente gekauft, oder ihren Namen auf seine Warteliste setzen lassen.
Zu seinen Kunden gehören u. a. Boris Belkin, Franco Mezzena, Anne-Sophie Mutter, Ruggiero Ricci, Anastasiya Petryshak, Salvatore Greco, Giovanni Adamo, Uto Ughi, Franco Gulli, Riccardo Brengola, das Quartetto di Venezia, Silviu Dima, Igor Ozim und viele andere.
Die Regazzi Bibliothek ist eine der weltweit größten Sammlungen von instrumentenspezifischen Büchern und Unterlagen.
Er war Jurymitglied bei einigen namhaften Geigenbau Wettbewerben, einschließlich des 10. Internationalen Wettbewerbs der Violin Society of America in Carlisle, Pennsylvania (1992); des Internationalen Geigenbauwettbewerbs Jacobus Stainer in Freiburg, Baden-Württemberg (1996); des 5. Baveno Geigenbau – Wettbewerbs; des zweiten Wettbewerbs in S.M. della neve in Pisogne und dem renommierten 10. Henryk Wieniawski Geigenbau – Wettbewerb, die älteste Veranstaltung ihrer Art weltweit.
Er ist Autor mehrerer Bücher und referierte ausführlich auf der ganzen Welt. Mit besonderer Hingabe organisiert er kulturelle Veranstaltungen im Zusammenhang mit Kunst und seinem Beruf.

## Publikationen
- In occasione del 250º anniversario della morte di Antonio Stradivari per onorare la figura di Giuseppe Fiorini, Bazzano 1987
- Ricordo di Ansaldo Poggi - In remembrance of Ansaldo Poggi, Bologna 1994. ISBN 88-85250-04-1
- The Complete Luthier's Library, Bologna, Florenus 1990. ISBN 88-85250-01-7
- Il Manoscritto Liutario di Giovanni Antonio Marchi - The Manuscript on Violin Making by G.A. Marchi - Bologna 1786, Bologna 1986

## Beitrag zu Publikationen
- Vita da Artista, Note su Otello Bignami Liutaio in Bologna 1914–1989 - A Life of Artistry, Sketches of Otello Bignami violin maker in Bologna 1914–1989, con Roberto Verti, Adriano Cavicchi e Giovanna Benzi, Bologna 1991. ISBN 88-85250-03-3
- Otello Bignami Liutaio in Bologna - Violinmaker in Bologna, con Wilma e William Bignami, Mariarosa Pollastri, Bruno Stefanini, Loretta Ghelfi e Paola Malaguti, Cremona 1998
- Classica fabbricazione di violini in Piemonte - Classic Violin-making in Piedmonte, Bologna 1991
- Le Radici del Successo della Liuteria a Bologna - Lutherie in Bologna: Roots & Success, con Sandro Pasqual, Bologna 1998. ISBN 88-85250-05-X
- Il Legno Magico - The Magic of Wood, intervistato da Linda Johnston, con Rudolf Koelman Bologna-Genova, Dynamic 2005, in italiano, inglese, francese, tedesco e giapponese. ISBN 88-85250-07-6
- Il Suono di Bologna, Da Raffaele Fiorini ai grandi maestri del Novecento - The Sound of Bologna, Bolognese Violin Making between the 1800s and 1900s. Catalogo della Mostra a San Giorgio in Poggiale, Bologna, Dicembre 2002, con William Bignami, Gabriele Carletti, Alberto Giordano, Giancarlo Guicciardi, Sandro Pasqual, Mariarosa Pollastri, Duane Rosengard, Pietro Trimboli e Alessandro Urso. Bologna-Cremona 2002. ISBN 88-85250-06-8
- Acoustics as seen from a violinmaker's point of view through the ages, in 17th International Congress of Acoustics 2001.
- Three Centuries of Violin-making in Bologna - Concert-Exhibition 1993.

## Bibliographie
- Gruppo Liutai e Archettai Professionisti; ALI, Associazione Liutaria Italiana. Cremona 1994; pp 76-77.
- Arte Italiana per il Mondo, Centro Librario Italiano. Torino 1986. Vol XI, pp 7768-7769.
- Drescher Thomas, Die Geigen und Lautenmacher vom Mittelalter bis zur Gegenwart, Schneider, Tutzing 1990, p 502. ISBN 3-7952-0616-2
- The Legacy of Cremona - Ruggiero Ricci plays eighteen contemporary violins, with a preface by Roger Hargrave.